# Chiesa di San Vito martire (Mascalucia)
La chiesa di San Vito martire è una chiesa di Mascalucia, nella città metropolitana di Catania, situata nel punto di incontro tra via Etnea e corso San Vito, le due più importanti vie del paese.

## Storia
Edificata lungo la via Etnea in seguito al terremoto del 1693, dapprima consisteva in un unico vano con ingresso dal "piano di San Vito" (oggi piazza Umberto I), con accesso dal portale tuttora conservato sul fianco della chiesa.
Nel 1784 l'edificio venne ampliato e fu trasformato in una chiesa a tre navate.
Il terremoto del 1818 danneggiò la chiesa ed il suo restauro, voluto dal vicario, don Vito Maria Somma, fu completato nel 1839. Anche il terribile terremoto del 28 dicembre 1908 recò danni.
La chiesa venne elevata al rango di parrocchia il 14 giugno del 1944.

## Descrizione

### Esterno
La facciata, su due ordini, è suddivisa in tre parti da coppie di lesene, che all'ordine inferiore sorgono su un alto zoccolo e sorreggono una trabeazione sormontata da un basso attico. Nella parte inferiore il settore centrale, leggermente sporgente, è interamente occupato dal portale con frontone triangolare, che sorregge alle estremità le sculture di un Cane e di un Leone, simboli di fedeltà e nobiltà. Sui lati sono presenti portali più piccoli sormontati da una finestra ovale con frontone mistilineo. La pietra bianca delle lesene, di alcuni elementi della trabeazione e delle incorniciatura di portali e finestre contrasta con la pietra lavica scura dello zoccolo, interrotto dai portali, del fregio della trabeazione e dell'attico, mentre il resto della muratura è rivestito da intonaco.
Al secondo ordine la parte centrale, ancora inquadrata da coppie di lesene, si raccorda per mezzo di volute con le ali laterali, ad un solo ordine, ed è occupata da una grande finestra con frontone. Al di sopra della trabeazione del secondo ordine si trova il campanile in forma di serliana, con arco centrale affiancato da due aperture architravate, coronato da un frontone triangolare.
Due statue raffiguranti San Modesto e Santa Crescenzia sono state poste sugli angoli esterni delle ali laterali della facciata nel 1938 a cura della commissione per i festeggiamenti del santo.

## Interno e opere
All'interno, in un apposito altarino corazzato, viene custodita la statua del patrono San Vito, risalente al XVII secolo e il suo fercolo in argento.
All'interno della chiesa si conservano opere di Alessandro Vasta e di Sebastiano Conti Consoli.

## Feste
- 15 giugno: San Vito Martire.

## Galleria d'immagini

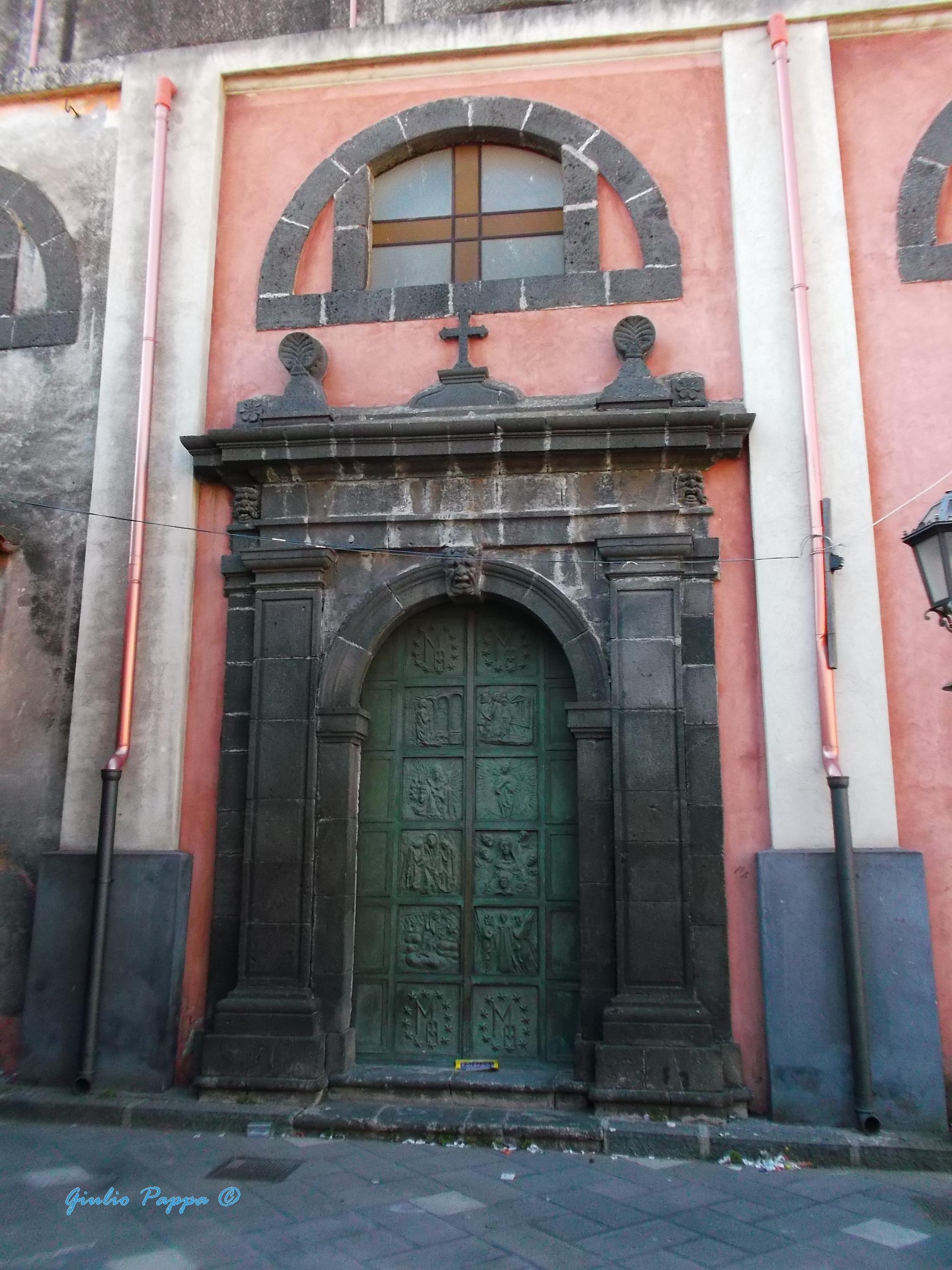
Portale d'ingresso.
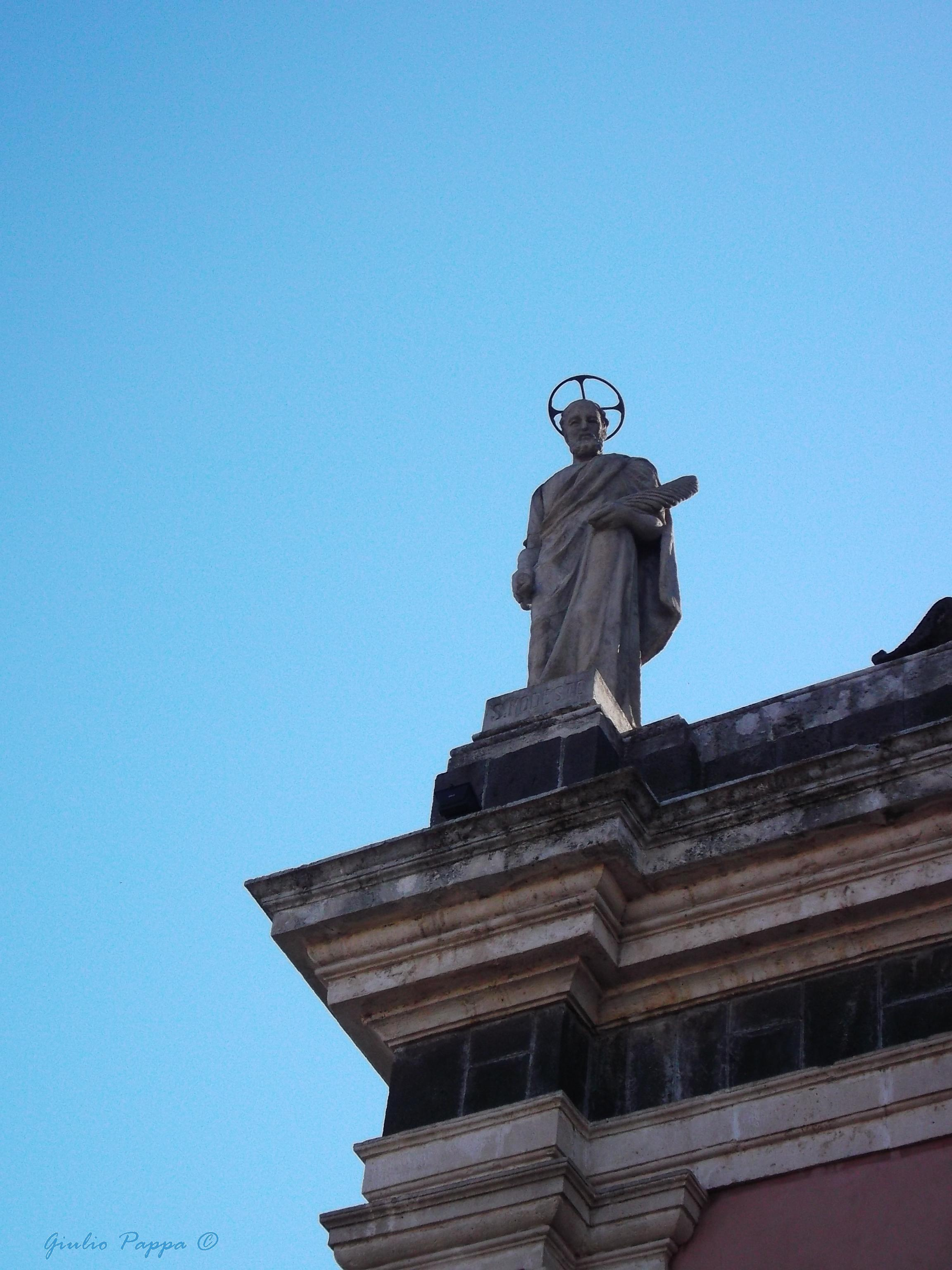
Statua di San Modesto.
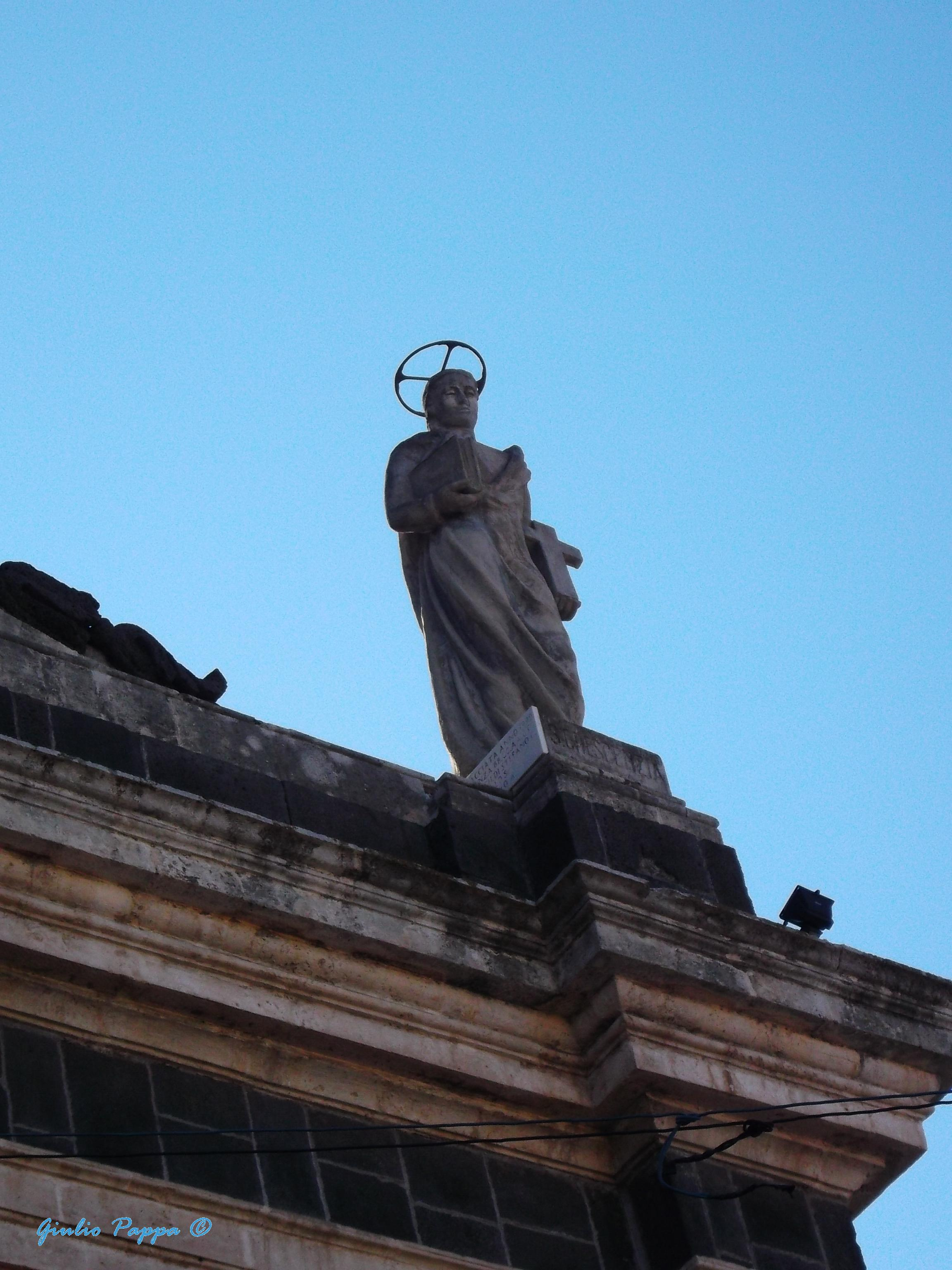
Statua di Santa Crescenzia.
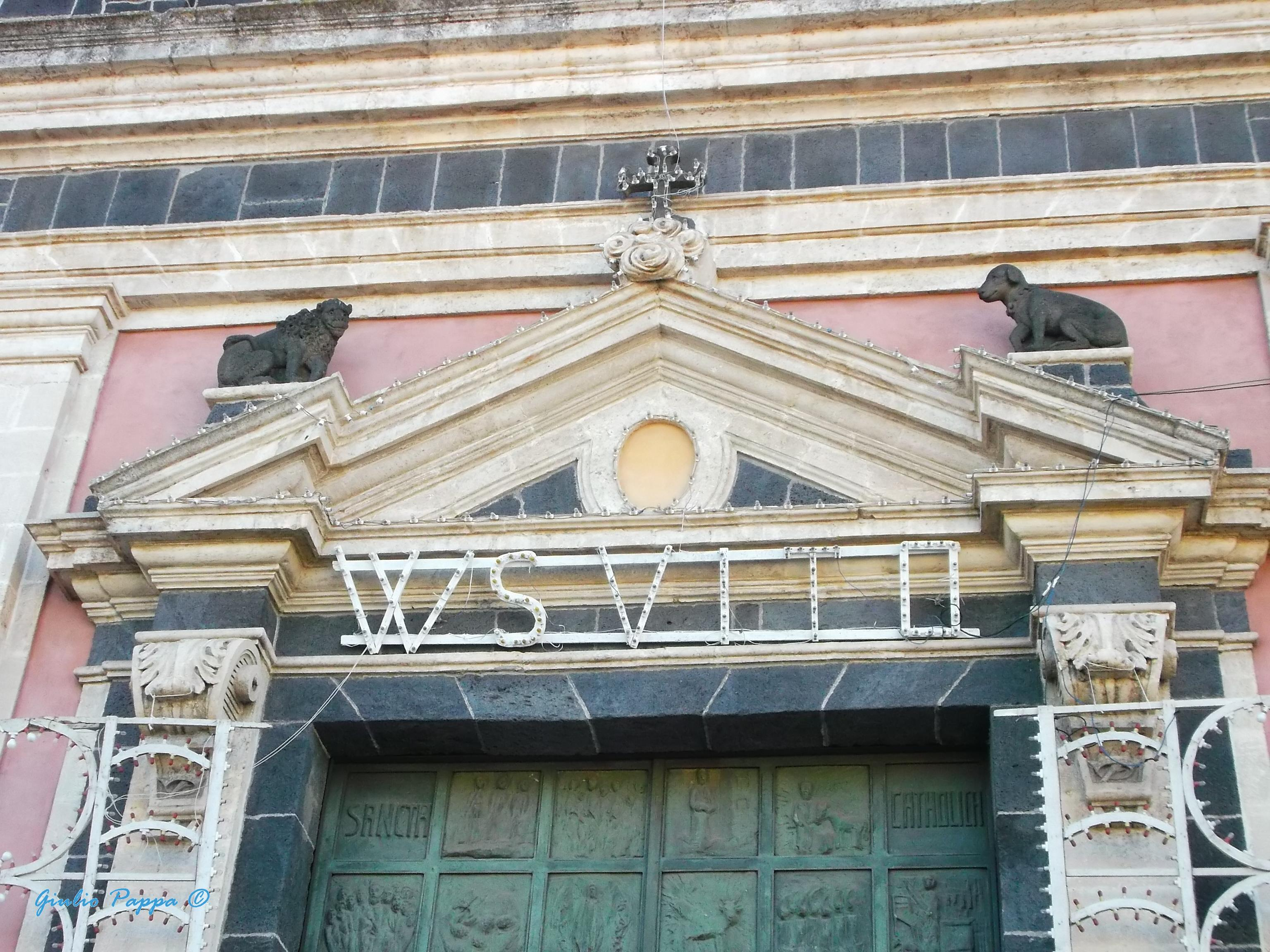
Statue del cane e del leone.
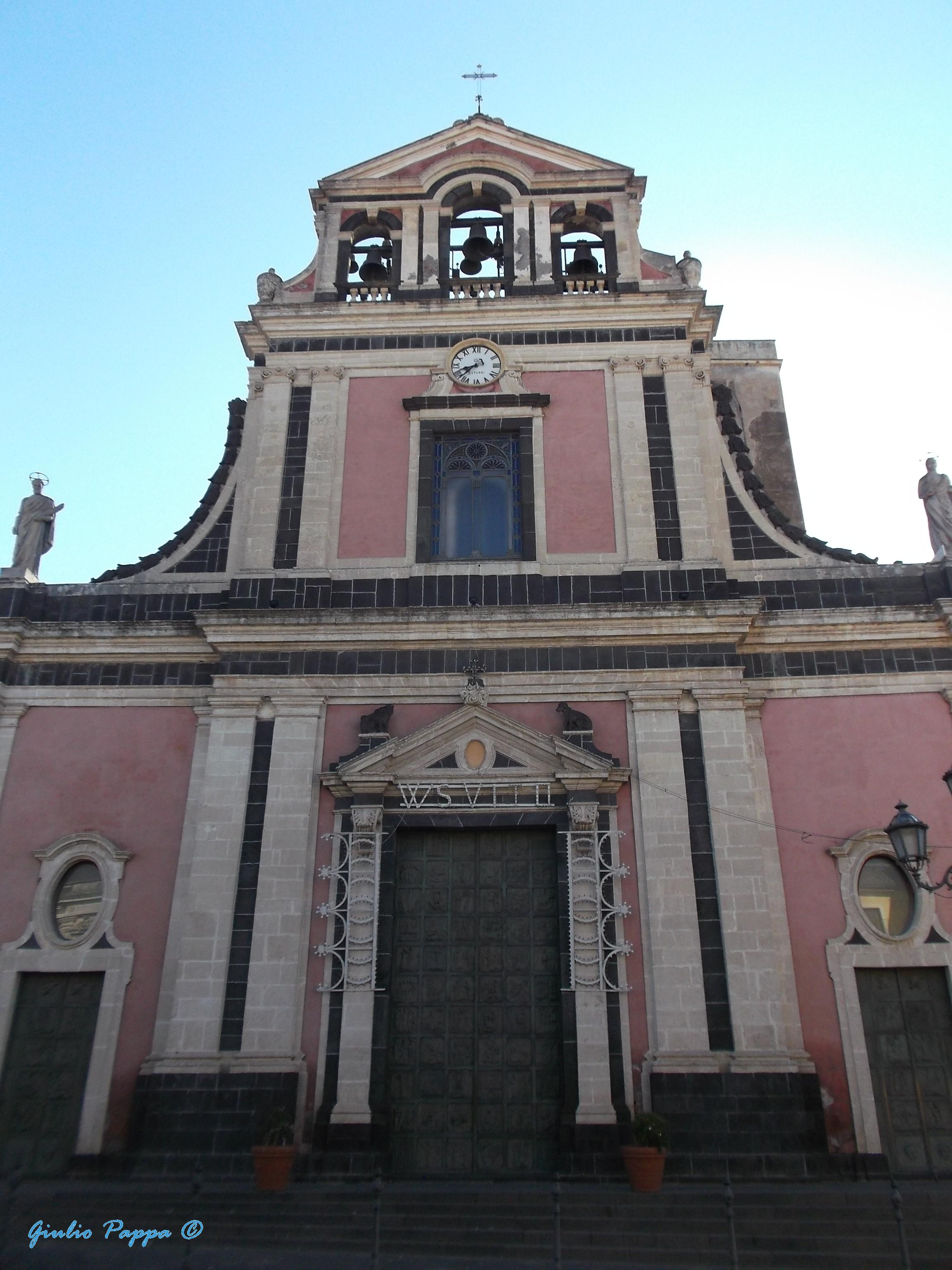
Facciata della chiesa.
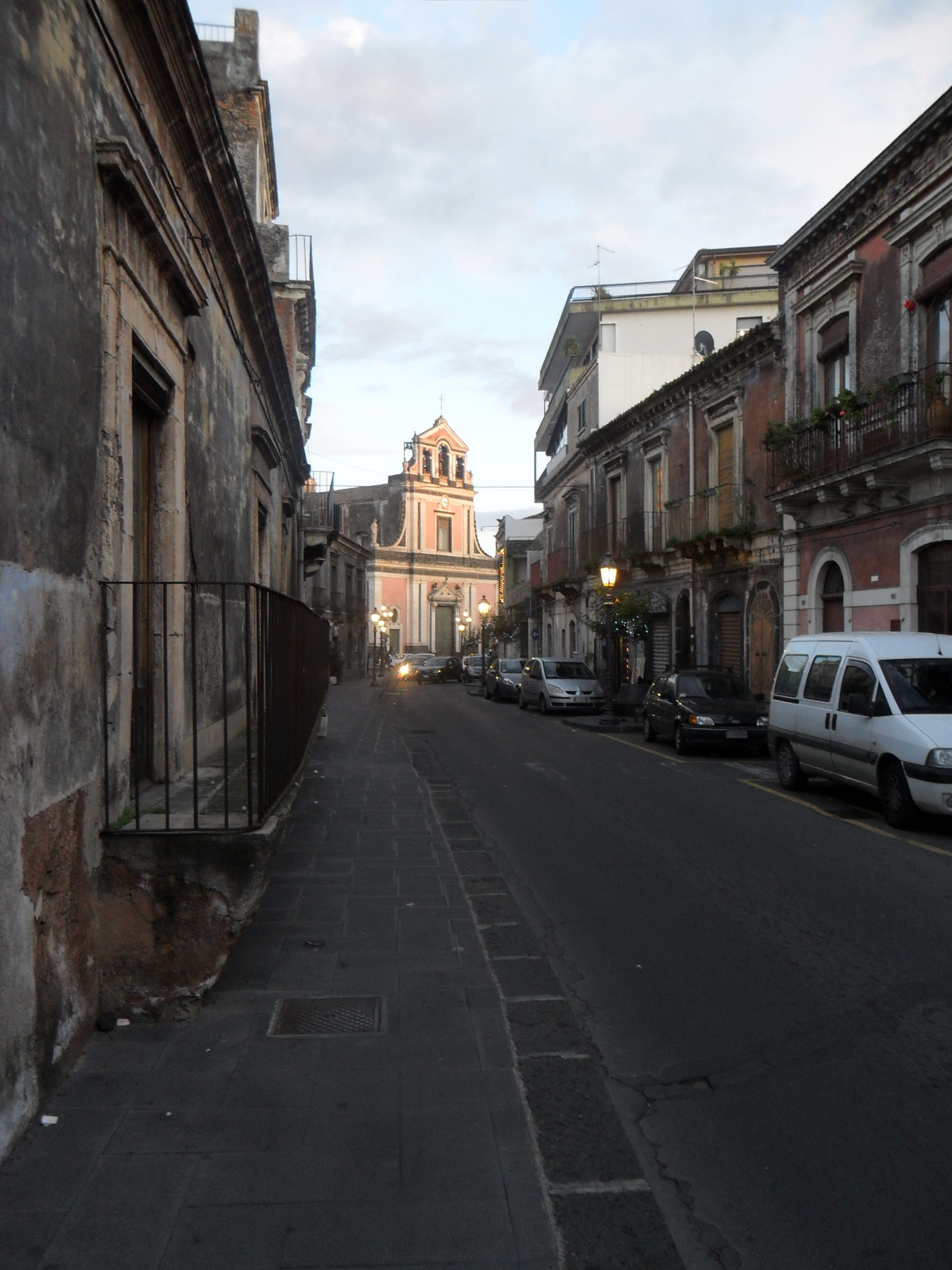
La chiesa vista dalla via Etnea.